# Ruth Duckworth
Ruth Duckworth (Hamburgo, Alemania,10 de abril de 1919 – Chicago,18 de octubre de 2009) fue una escultora modernista que se especializó en cerámica. Trabajó en gres, porcelana y bronce. Sus esculturas, en su mayoría, no tienentítulo. Sobre todo es conocida por Nubes sobre el lago Michigan, una escultura mural.

## Biografía
Nacida como Ruth Windmüller, Duckworth era la menor de cinco hijos. Comenzó a dibujar después de que un médico le recomendara que permaneciera confinada en su hogar para mejorar su salud. Su hermano mayor prometió cuidarla por el resto de su vida, pero murió cuando su barco fue hundido por un submarino japonés.
Hija de Ellen, una luterana, y Edgar, un abogado judío, salió de Alemania para estudiar en el Liverpool College of Art en 1936, ya que no podía estudiar arte en su país de origen debido a las restricciones impuestas por la Alemania nazi . Más tarde estudió en la Hammersmith School of Art y en la City and Guilds of London Art School, donde aprendió a tallar en piedra. Usando estas habilidades, lanzó su carrera escultórica y comenzó a especializarse en tallas de lápidas. Cuando solicitó ingresar a la escuela de arte, le preguntaron si quería enfocarse en dibujar, pintar o esculpir. Insistió en que quería estudiarlos todos; después de todo, respondió, Miguel Ángel lo había hecho.
Se casó con el artista británico Aidron Duckworth en 1949 y luego se mudaron a los Estados Unidos en 1964, donde Ruth enseñó en los Midway Studios de la Universidad de Chicago y Aidron fue profesor invitado de escultura en la Universidad de Illinois. La pareja se divorció en 1967.

## Ceramista
A partir de 1956, inspirada por una exhibición de arte de obras de la India, Duckworth estudió cerámica en la Escuela Central de Artes y Oficios. Si bien su primer trabajo de cerámica fue en formas tradicionales, pronto comenzó a producir obras más abstractas. Su trabajo comenzó a caer en un término medio que no era la típica cerámica torneada  y cocida en un horno o las formas estándar de escultura que usaban metal, piedra o madera. Como lo describió el ceramista Tony Franks, el estilo de Duckworth de "arcilla orgánica había llegado como un festival de la cosecha y se mantendría firmemente en su lugar hasta bien entrados los años 70". Mientras que ceramistas como Bernard Leach rechazaron su trabajo, otros artistas en el Reino Unido comenzaron a adoptar su estilo de objetos de arcilla trabajados a mano.
Describe la cerámica realizada con porcelana como "un material muy temperamental. Siempre estoy luchando contra ella. Quiere tumbarse, tú quieres que se levante. Tengo que hacer que haga lo que no quiere hacer. Pero no hay otro material que transmita tan eficazmente la fragilidad y la fuerza".
En 1964, Duckworth aceptó un puesto de profesora en los Estudios Midway de la Universidad de Chicago. Allí permaneció durante la década siguiente, hasta que decidió establecerse definitivamente en Estados Unidos, su tercera patria. Su serie de murales Earth, Water and Sky (1967–68) fue encargada por la universidad para su Edificio de Ciencias Geofísicas e incluía diseños topográficos basados en fotografías de satélite con nubes de porcelana en lo alto. Su mural de 240 pies cuadrados Nubes sobre el lago Michigan (1976) es una representación figurativa de la cuenca del lago Míchigan y se exhibe en el Chicago Board Options Exchange Building. Mientras estuvo en la Universidad de Chicago, Duckworth tuvo un estudio-taller en el barrio de Pilsen, en el Lower West Side de Chicago.
Tras jubilarse de la universidad en 1977, permaneció en Chicago y se trasladó a una antigua fábrica de encurtidos en el barrio de Lakeview, en la zona norte de la ciudad. Tenía un hueco en el suelo del segundo piso que le permitía ver las obras en curso en su estudio e imaginar cómo quedarían en una pared. Allí creó los conceptos para grandes obras de bronce para la Universidad del Este de Illinois, el Colegio Comunitario Lewis and Clark y la Universidad del Noreste de Illinois.
En 2005 se inauguró una retrospectiva de su obra Ruth Duckworth: Modernist Sculptor  en el Museo de Arte y Diseño de la ciudad de Nueva York antes de viajar a otros museos de todo el país. En 2006, sus obras se presentaron en la Art Expo en el Seventh Regiment Armory en Manhattan. Su trabajo también está representado internacionalmente, incluso en el Victoria & Albert Museum de Londres.
Hay un documental sobre la escultora titulado Ruth Duckworth: A Life in Clay. La síntesis artística de Duckworth, que combina influencias estéticas de muchas épocas y lugares con su singular visión contemporánea, se ejecuta con mayor maestría en sus estudios figurativos basados en el formalismo cicládico.
Su obra, Sin título (Mama Pot), fue adquirida por el Smithsonian American Art Museum como parte de la Campaña del 50 aniversario de la Galería Renwick.
En 1982 le concedieron el Doctorado honorario de la Universidad DePaul Chicago, y en 2007 el doctorado honoris causa de la Facultad de Estudios Creativos, Detroit, Michigan, EE. UU.

## Muerte
Duckworth murió en Chicago a los 90 años el 19 de octubre de 2009, en Seasons Hospice & Palliative Care después de una breve enfermedad. 